# ジョージ・ファーガソン・ウィルソン
ジョージ・ファーガソン・ウィルソン（George Fergusson Wilson、1822年3月25日 - 1902年3月28日）はイギリスの工業化学者、実業家、園芸家である。

## 略歴
ワンズワース・ロンドン自治区のワンズワース・コモンに商人の13人兄弟の6番目の息子に生まれた。父親はロシアで商売をした後ローソク造りの会社を起こした人物である。1840年から父親の商売に就き、ローソク造りの技術に興味を持ち、1842年に、硫酸などを用いて脱色、脱臭するなどして、高級な牛脂（tallow）のかわりに安価な脂(malodorous fats)を用いることのできるローソクを作る製法の特許を得た。この発明で会社は利益を得るが、1848年の金融危機で会社は売却された。新たに兄弟とPrice's Patent Candles Ltdを設立し、役員となり、1854年の純粋なグリセリンの製造法や、1858年に石油からのパラフィンの製造などに多くの技術開発を行ない特許を得た。植物油脂を使った照明用の燃料の製造を行い、油脂を得るための植物についてキューガーデン園長、ウィリアム・ジャクソン・フッカーに協力を求めた。
1962年に結婚し、翌年会社を退職し、サリー州のウィズレー（ウィズリー：Wisley）で暮らした。広い土地を購入し、園芸植物の大規模な栽培実験を行い、花卉栽培で実績を上げた。この実験場を含む土地が、後に王立園芸協会に寄付され、ウィズレー王立園芸協会植物園となった。
1845年にロイヤル・ソサエティ・オブ・アーツ（王立技芸協会）の会員となり、化学技術の論文を寄稿し、理事を務め1861年から会計も務めた。1854年に王立協会で研究を発表し、1855年に王立協会フェローに選ばれた。同年、化学会（Chemical Society）のフェローにも選ばれた。
園芸の分野でも、王立園芸協会のフェローに選ばれ、理事、副会長も務めた。1875年にロンドン・リンネ協会のフェローに選ばれた。1975年に王立園芸協会のヴィクトリア名誉メダルを受賞した。
息子のスコット・バーチャード・ウィルソン（Scott Barchard Wilson:1865–1923）は鳥類学者となりハワイの鳥類を研究した。